# 上越教育大学附属中学校

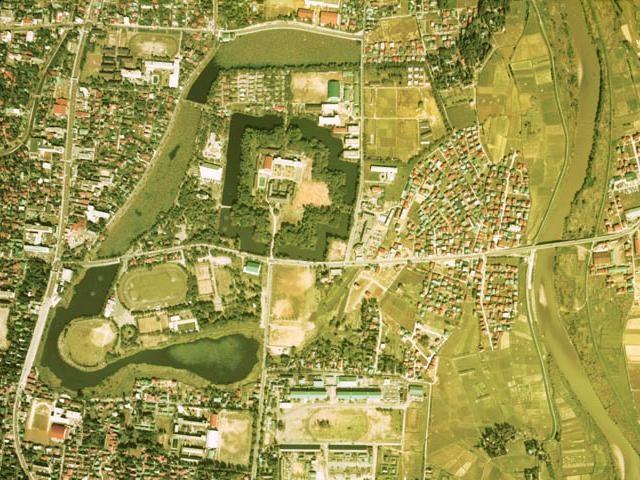
本中学校の航空写真（1975年度撮影）

上越教育大学附属中学校（じょうえつきょういくだいがくふぞくちゅうがっこう、Middle School attached to Joetsu University of Education）は、新潟県上越市本城町にある国立大学法人上越教育大学の附属中学校である。

## 概要
高田城本丸跡であり、戦前、戦中期には第13師団兵舎跡地であった場所に当校は所在する。四方を堀に囲まれ、日本三大夜桜で有名な高田城址公園の中にあって桜の木が多くある。校舎は2003年に改築が行われ、耐震構造になっている。
毎年10月には教育研究協議会が開かれ全国から数百人の教師が集まり、先駆けて実践している独自の教育システムと成果を公開している。2021年度よりオンラインで実施している。2023年度から通常通り来校する形となった。
2016年度より本格的なICT教育の一環として、iPadを用いた授業を開始した。また2019年には国立の中学校としては日本初のADS(Apple Distinguished School)に認定され、現在に至る 。
上越教育大学附属小学校の生徒はほぼ全員が当校へ内部進学するため、当中学校生徒のほとんどが付属小学校の出身者である。外部からの生徒も3割程度存在する。
附属高校はないため、外部の高校へ進学する。生徒数の約半数は市内の県立高田高校へ進学し、他には県立高田北城高校や関根学園高校にそれぞれ1割程度の生徒が進学している。

## 沿革
師範学校時代
- 1947年（昭和22年）4月1日 - 学制改革により、新制中学校として新潟第二師範学校附属中学校が高田城本丸跡に開校。

新潟大学時代
- 1949年（昭和24年）5月31日 - 新潟大学第二師範学校附属中学校となる。
- 1951年（昭和26年）4月1日 - 新潟大学教育学部附属高田中学校となる。
- 1952年（昭和27年）8月1日 - 体育館(308坪)完成。
- 1967年（昭和42年）
  - 8月31日 - 特別教室（521m2）が完成。
  - 11月6日 - 創立20周年記念式典挙行。
- 1977年（昭和52年）11月15日 - 創立30周年記念式典挙行。
- 1980年（昭和55年）12月7日 - 教育学部統合による閉校記念式典を挙行。

上越教育大学時代
- 1981年（昭和56年）4月1日 - 上越教育大学新設に伴い移管し、上越教育大学学校教育学部附属中学校となる。
- 1991年（平成3年）10月 - 創立10周年記念式典挙行。
- 2001年（平成13年）10月 - 創立20周年記念式典挙行。
- 2004年（平成16年）
  - 4月
    - 国立大学法人化により上越教育大学附属中学校となる。
    - 文部科学省研究開発学校に認定。
- 2006年（平成18年）
  - 4月
    - 新潟県金融広報委員会金融教育研究校に認定。
    - エネルギー教育実践学校に指定。
- 2019年（令和元年）
  - 12月
    - ADS(Apple Distinguished School)に認定。

## 教育方針

### 教育目標
民主社会の発展に寄与する、人間性豊かな、たくましい生徒を育成する
1. 美しいものや崇高なものに感動する心をもち、真理を不断に追求しようとする生徒を育てる。
2. 広い心と向上心をもち、求めて共に実践する生徒を育てる。
3. 自ら目標をもち、気力、体力の充実に努める生徒を育てる。

### スローガン
附属中学校では「確かな学力」「響く歌声」「溢れる探究心」の三つを生徒のスローガンとしている。

### 任務
義務教育の学校として
教育基本法、学校教育法、その他の教育関係諸法規に基づき、生徒の心身の発達に応じた中等普通教育を行う。
教育実習校として
上越教育大学学校教育学部学生の教育実習の場として学生の指導に当たる。
研究校として
大学及び附属小学校と一体になり、教育理論及び実践に関する研究を行う。さらに、中学校独自の立場から研究、実践し、地域の教育現場に寄与できる資料を提供する。

## 部活動
- 野球部
- 陸上競技部
- 男子ソフトテニス部
- 女子ソフトテニス部
- バレーボール部
- バスケットボール部
- サッカー部
- 美術部(年に数回ほど作品展に作品を出品している)
- 科学部（創造アイデアロボットコンテスト全国中学生大会関東甲信越に3年連続出場をした)
- 吹奏楽部（2022年：全日本吹奏楽コンクール西関東大会銀賞）
- 特設合唱部（年間活動ではない）（2006年：全日本合唱コンクール関東支部大会銀賞　2007年：NHK全国学校音楽コンクール新潟県大会2位　2010年・2011年：全日本合唱コンクール関東支部大会銀賞　2011年：NHK全国学校音楽コンクール新潟県大会3位　2014年：全日本合唱コンクール関東支部大会銅賞　2018年：全日本合唱コンクール関東支部大会銅賞[5]）
- 特設駅伝部（年間活動ではない）（2013年：男女アベック県駅伝大会出場）

その他：常設部活動ではないが、水泳・空手・卓球・剣道・柔道等に参加する生徒もいる。

## 行事
- 4月 - 入学式、新任式
- 4月 - 生徒総会①
- 5月 - 桜城体育大会
- 7月 - 夏の合唱コンクール
- 8月 - わくわく大学デー（3年生）
- 10月 - 教育研究協議会
- 11月 - 秋の合唱コンクール
- 12月 - 生徒総会②、生徒会役員選挙
- 1〜2月 - スキー合宿（1、2年生）
- 3月 - 沖縄修学旅行(平和学習)（2年生）
- 3月 - 卒業式、離任式

## 著名な出身者
新潟大学教育学部附属高田中学校
- 高鳥修一 - 衆議院議員
- 風間直樹 - 参議院議員、元新潟県議会議員
- 三浦展 - マーケティング・アナリスト、消費社会研究家、評論家
- 萩尾みどり - 女優、声優、タレント
- 寒竹伸一 - 建築家、都市計画家
- 辻野晃一郎 - 技術者、実業家　※転校

上越教育大学附属中学校
- 小西翔 - プロ野球選手
- 古野慧 - スキークロス選手
- 坂詰姫野 - テニス選手
- 秋山皓太 - プロバスケットボール選手

## 入試
1学年は3クラス、男女合計で105名程度である。毎年12月に入学試験が行われ、2019年度入試では、定員105名のところ志願者は150名であった。

## 交通
えちごトキめき鉄道妙高はねうまライン高田駅より徒歩15分